# Trần Đức Nhân
Trần Đức Nhân là một sĩ quan cấp cao trong Quân đội nhân dân Việt Nam, hàm Trung tướng, nguyên Chính ủy Học viện Chính trị (2010–nay).

## Thân thế và sự nghiệp
Năm 2010, bổ nhiệm giữ chức Chính ủy Học viện Chính trị
Năm 2017, ông nghỉ chờ hưu
Thiếu tướng (2010), Trung tướng (2014)